# TW1

Logo

TW1 was een Oostenrijkse themazender voor toerisme, weer, vrije tijd en sport gevestigd in Salzburg. De afkorting stond voor Turismus und Wetter eins. 
De zender werd in december 1997 opgericht en zond 24 uur per dag uit. TW1 was tot 16 december 2005 eigendom van Dr. Markus Schröcksnadel en de ORF, daarna is TW1 voor honderd procent een dochteronderneming van de ORF geworden. 

## Programmering
Een groot deel van de zendtijd werd gevuld met live opnames van panoramabeelden uit diverse plaatsen. In het begin waren dit vooral Oostenrijkse plaatsen, later werden ook panoramabeelden uit plaatsen in andere Europese landen getoond. 
De ORF zond op TW1 ook live sportuitzendingen van minder populaire sporten (volleybal, handbal, hockey, tennis en golf) uit waarvoor geen plaats voor was op de eigen hoofdzenders.

## Ontvangst
TW1 zond via de Astra satelliet uit en was hierdoor in heel Europa te ontvangen. Op  26 oktober 2011 is de zender opgesplitst in de cultuurzender ORF3 en de sportzender Sport Plus. Deze worden gecodeerd en zijn dus alleen in Oostenrijk te zien. Daarnaast is ORF3 ook via de kabel te ontvangen in Oostenrijk, Duitsland, Zwitserland, Liechtenstein, Slovenië, Polen en Hongarije.